# Liste des stations de radio en Finlande
Cet article présente une liste des stations de radio en Finlande.

## Stations de radio publiques

### Yleisradio(Yle)
- Yle Radio 1 (fi)
- YleX (en)
- Yle Radio Suomi
- Yle Radio Vega (en)
- Yle Puhe (fi)
- Yle X3M (fi)
- Radio Finland (fi)

## Autres stations de radio

### À trier
- Lähiradio (fi)
- Classic Radio (fi)
- Groove FM (fi)
- Järviradio (fi)
- The Voice (fi)
- NRJ Finlande
- Radio City (fi)
- Radio Dei (fi)
- Radio Helsinki (fi)
- Radio Jyväskylä (fi)
- Radio Kajaus (fi)
- Radio KLF (fi)
- Radio Mega (fi)
- Radio Nova
- Radio Paitapiiska (fi)
- Radio Peili (fi)
- Radio Pooki (fi)
- Radio Pori (fi)
- Radio Ramona (fi)
- Radio Rex (fi)
- Radio Robin Hood
- Radio Rock (fi)
- Radio Aalto (fi)
- Radio Salminen (fi)
- Radio Salminen (fi) (radio différente du même nom)
- Radio Suomipop (fi)
- Radioplus
- Radio 99 (fi)
- Rogmo FM (fi)
- Sport FM (fi)
- Sävelradio (fi)
- Ålands Radio (fi)